# Witalij Staruchin
Witalij Wołodymyrowycz Staruchin (ukr. Віталій Володимирович Старухін, ros. Виталий Владимирович Старухин, Witalij Władimirowicz Staruchin; ur. 6 czerwca 1949 w Mińsku, Białoruska SRR, zm. 9 sierpnia 2000 w Doniecku, Ukraina) – ukraiński piłkarz, grający na pozycji napastnika, trener piłkarski.

## Kariera piłkarska

### Kariera klubowa
Wychowanek Szkoły Piłkarskiej Dynama Mińsk (od 1960). W 1966 rozpoczął karierę piłkarską w juniorskiej drużynie Sputnik Mińsk. W latach 1968–1970 odbywał służbę wojskową w SKA Odessa, skąd w 1970 trafił do drużyny Budiwelnyk Połtawa. W latach 1973–1981 występował w Szachtarze Donieck, z którym zdobył puchar krajowy w 1980. Był wybrany najlepszym piłkarzem ZSRR w 1979. W 1979 również został najlepszym strzelcem Mistrzostw ZSRR. Kiedy w klubie została przyjęta strategia odmłodzenia był zmuszony w 1981 ukończyć karierę piłkarską w wieku 32 lat, chociaż mógł jeszcze pograć.

### Kariera reprezentacyjna
7 maja 1980 zadebiutował w radzieckiej reprezentacji w spotkaniu nieoficjalnym z NRD zremisowanym 2:2.

## Kariera trenerska
Po zakończeniu kariery zawodniczej od 1981 był trenerem w SDJuSzOR Donieck.
9 sierpnia 2000 zmarł w wieku 51 lat.

## Sukcesy i odznaczenia
- Członek Klubu Grigorija Fiedotowa
- Nagrodzony tytułem Mistrza Sportu ZSRR: 1973